# ジオテクノロジーズ
ジオテクノロジーズ株式会社（英: GeoTechnologies Inc.）は、東京都文京区に本社を置き、地図事業を行う日本の企業。現在はカーナビゲーションソフトが主力。コンシューマ事業として「MapFan」ブランドを持ち、地図・ナビサービスを展開している。旧社名はインクリメント・ピー株式会社（INCREMENT P CORPORATION）。
2021年5月まではパイオニアの完全子会社であったが、2021年6月にポラリス・キャピタル・グループ傘下の会社がインクリメント・ピーの全事業及びパイオニアが保有する関連資産を譲り受け、独立した会社として事業を継続している。
一時期はゲームソフトの製作なども行っていた。なおカーナビゲーションソフトはパイオニアの他にも現在はJVCケンウッド、クラリオン、三菱電機にも供給されている（日本国内向け）。
2022年1月20日に、社名を現在の社名へ変更した。

## ゲームソフトウェア
- 格ゲー野郎 Fighting Game Creator（PlayStation）
- ヘキサムーン・ガーディアンズ（PlayStation）
- バトルアスリーテス大運動会（セガサターン）
  - バトルアスリーテス大運動会オルタナティブ（PlayStation）
  - バトルアスリーテス大運動会GTO（PlayStation）
- プリンセスクエスト（セガサターン）
  - プリンセスクエストR（Windows 95）
- 迦陵演義（Windows 95）

## ナビゲーションソフト
- MapFan Navi（Windows、WILLCOM D4）
- MapFan＋（iOS）
- MapFan for Android 2014（Android）
- サイバーナビ（パイオニア、カロッツェリア）
- 楽ナビ（パイオニア、カロッツェリア）
- 彩速ナビ（ケンウッド）

## 著作権侵害問題
インクリメント・ピーの東北開発センターにおいてゼンリンの住宅地図帳を無断複製したり、ゼンリンのPC用地図ソフトを約200台のPCで不正に利用できるようにしていた事実が確認されたほか、インクリメント・ピーの地図にゼンリンの地図と同じ間違いが多数あることも確認されたとし、ゼンリンから、著作権侵害行為の差止と12億6,000万円の損害賠償を求め、2003年9月24日東京地方裁判所に提訴された。
その後、インクリメント・ピーがゼンリン住宅地図帳の無断複製を行なっていたことを認め、損害賠償金として和解金を支払うことなどを合意し、2005年3月17日和解が成立した。

## CM出演者
- 鈴木福（2023年7月 - ）[9]